# گفتگوهای راهبان کرملی
گفتگوهای راهبان کرملی (به فرانسوی: Dialogues des Carmélites) نام یک اپرای سه‌پرده‌ای است که در سال ۱۹۵۷ میلادی، توسط فرانسیس پولنک ساخته و تدوین شد.
دیالوگ‌های کارملیت‌های اپرا در سه پرده است که به دوازده صحنه با میان‌آهنگ ارکستری مرتبط، با موسیقی و لیبرتو از فرانسیس پولنک، که در سال ۱۹۵۶ تکمیل شد، تقسیم می‌شود. دومین اپرای آهنگساز، پولنک، اثر لیبرتو را نوشت. با همین نام اثر ژرژ برنانوس. این اپرا روایتی تخیلی از داستان شهدای کامپیه، راهبه‌های کارملیتی را روایت می‌کند که در سال ۱۷۹۴ در روزهای پایانی سلطنت ترور در انقلاب فرانسه، به دلیل امتناع از انصراف از حرفه خود در پاریس گیوتین شدند.
اولین نمایش جهانی اپرا (به ترجمه ایتالیایی) در ۲۶ ژانویه ۱۹۵۷ در لا اسکالا در میلان برگزار شد. اولین نمایش نسخه فرانسوی زبان در ۲۱ ژوئن ۱۹۵۷ در پاریس برگزار شد. اولین نمایش در ایالات متحده به زبان انگلیسی و در سپتامبر ۱۹۵۷ در سانفرانسیسکو انجام شد.
نمایش‌نامه گفتگوهای راهبان کرملی را جورج برنانوس فرانسوی نوشته‌است.